# 5022 Roccapalumba
Az 5022 Roccapalumba 1984 HE1 a Naprendszer kisbolygóövében található aszteroida. Ferreri fedezte fel 1984. április 23-án.